# Augsburger Straße 8 (Landsberg am Lech)

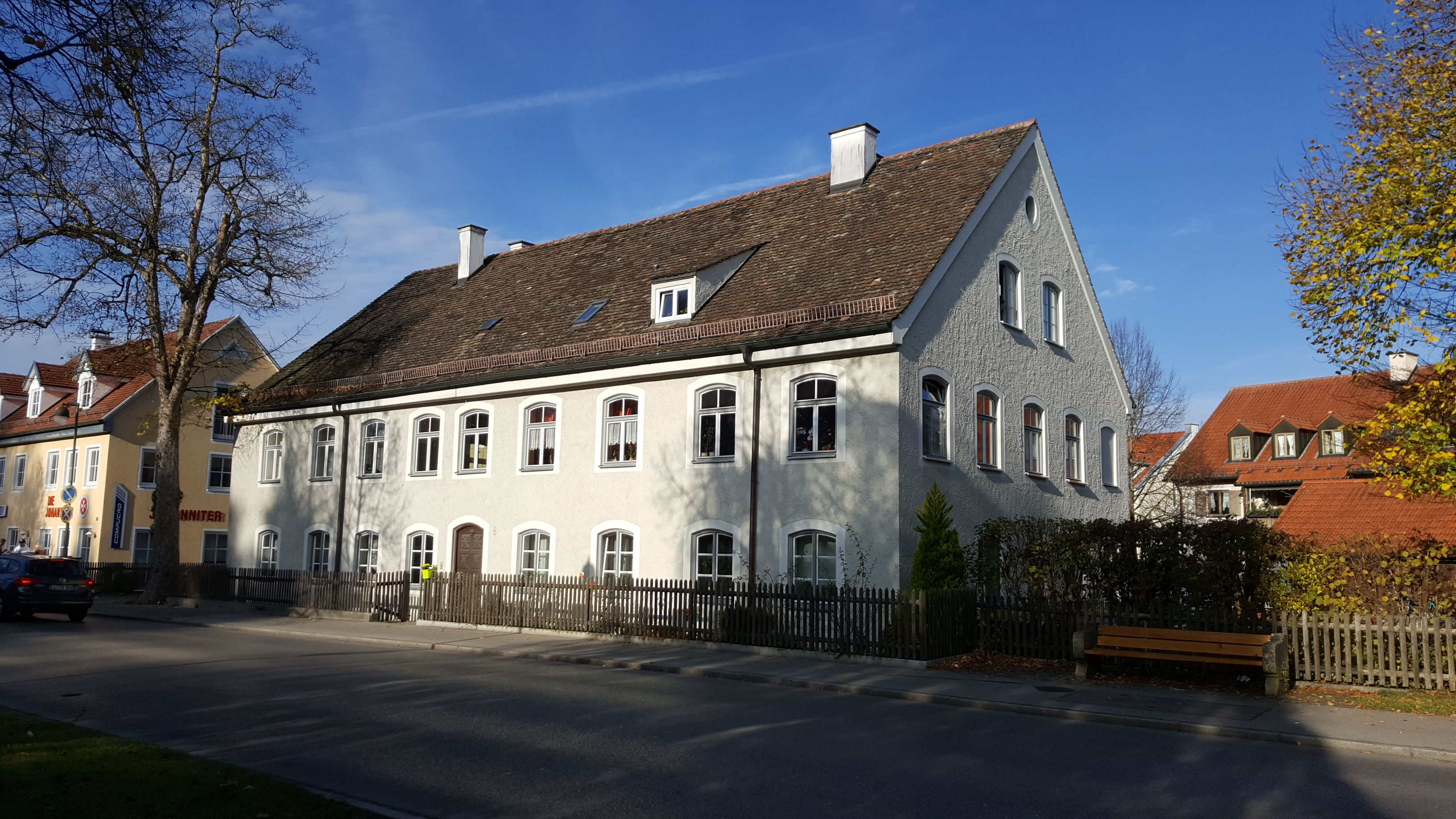
Gebäude Augsburger Straße 8 in Landsberg am Lech

Das Gebäude Augsburger Straße 8 in Landsberg am Lech, der Kreisstadt des oberbayerischen Landkreises Landsberg am Lech, wurde um 1870 erbaut. Das Wohnhaus mit neun zu fünf Fensterachsen, schräg gegenüber der kurz zuvor fertiggestellten Aussegnungshalle, ist ein geschütztes Baudenkmal.
Der langgestreckte, zweigeschossige Satteldachbau wurde als Mitterstallhaus errichtet und in den Jahren 1885 bzw. 1891 zu einem Wohnhaus umgebaut. Kasten- und Ortgang-Gesimse gliedern die Traufseiten. Sämtliche Fenster schließen als flacher Segmentbogen. Der in die straßenseitige Mittelachse gelegte Hauseingang besitzt eine achtfeldrige Holztür des späten 19. Jahrhunderts.
In den Jahren 1987/88 erfolgte eine umfassende Renovierung.